# Самарянка (Стара Загора)
Благотворително дружество „Самарянка“ – клон Стара Загора е основано на 19 февруари 1912 г. по инициатива на Българския червен кръст в Стара Загора.
То е едно от първите дружества в страната създадено като клон на дружество „Самарянка“ в София. От името на царица Елеонора е направено първото постъпление от 100 лева в касата на дружеството. Има задача да разпространява знания и умения за даване на бърза медицинска помощ при нещастни случаи и внезапни заболявания в мирно и военно време. Членовете на дружеството са изключително жени, които се обучават в курсове, водени от лекари. Завършилите курса полагат изпити и на издържалите се дават дипломи и знак. В устава е отбелязано, че ако дружеството прекъсне съществуването си, имотът му ще бъде предаден на дружество „Червен кръст“ – Стара Загора.
Средствата за своето съществуване дружеството набира от членски внос, доброволни помощи и др. Избрано е дружествено настоятелство от 6 члена. Председател е д-р Съба Хаджипетрова Асенова-Костова, а сред членовете са д-р Симеон Ханчев, д-р Марко Костов, Анастасия Тошева и др. Така избраните членове на настоятелството, служат напълно безплатно при изпълнението на задълженията си.
Архивът на дружеството се съхранява във фонд 805К в Държавен архив – Стара Загора. То се състои от 9 архивни единици от периода 1912 – 1941 г.